# Cisaucula
Cisaucula là một chi bướm đêm thuộc họ Noctuidae.

## Các loài
- Cisaucula peruviana (Druce, 1910)